# Филипповское (Нижегородская область)
Филипповское — деревня в городском округе город Бор Нижегородской области России.

## География
Деревня находится в центральной части Нижегородской области, в зоне хвойно-широколиственных лесов, на берегах реки Линды, на расстоянии приблизительно 13 километров (по прямой) к северу от города Бора, административного центра района. Абсолютная высота — 82 метра над уровнем моря.

### Климат
Климат характеризуется как умеренно континентальный, с коротким умеренно тёплым летом и холодной продолжительной зимой. Среднегодовая температура воздуха — 3,6 °C. Средняя температура воздуха самого холодного месяца (января) — −13 °C (абсолютный минимум — −42 °C); самого тёплого месяца (июля) — 18,5 °C (абсолютный максимум — 37 °С). Среднегодовое количество атмосферных осадков составляет 500—600 мм, из которых две трети выпадает в тёплый период.

### Часовой пояс
Деревня Филипповское, как и вся Нижегородская область, находится в часовой зоне МСК (московское время). Смещение применяемого времени относительно UTC составляет +3:00.

## Население
| 2002 | 2010 |
| ---- | ---- |
| 176  | ↘151 |

### Национальный состав
Согласно результатам переписи 2002 года, в национальной структуре населения русские составляли 98 %.

## Достопримечательности
На территории деревни Филипповское находится несколько зданий, которые можно отнести к культурным памятникам:
- Богадельня Н. А. Бугрова, созданная в 1894 году, которая все ещё действует, но уже под именем базы отдыха Малиновая Слобода.
- Малиновский скит — единственный действующий скит в Нижегородской области. Там же находится церковь, созданная по проекту архитектора А. М. Вешнякова 1908 года. Она построена в 1911 или 1912 году (по разным источникам).